# L'Angiolina
L'Angiolina, ossia Il matrimonio per sussurro è un'opera in due atti di Antonio Salieri, su libretto di Carlo Prospero Defranceschi. La prima rappresentazione ebbe luogo al  Theater am Kärntnertor di Vienna il 22 ottobre 1800.

## Discografia
- L'ouverture de L'Angiolina è compresa in Salieri: Overtures, CD pubblicato da Naxos. Direttore Michael Dittrich; orchestra della Radio Slovacca.[2]